# Usine AZF de Toulouse

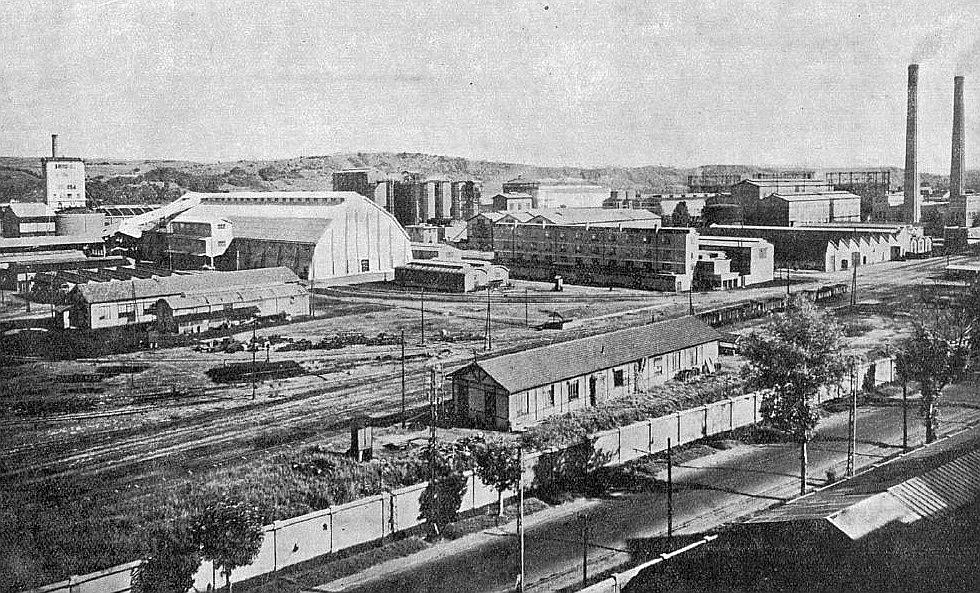
Vue générale de l'O.N.I.A. en 1935.

Pour les articles homonymes, voir AZF.
L'usine AZF de Toulouse était une usine d'agrochimie (AZote Fertilisants) certifiée ISO 14001 et 9002, et classée Seveso, située à Toulouse, dans la Haute-Garonne. Un de ses hangars, contenant des nitrates déclassés, a explosé le 21 septembre 2001 à 10h17. Elle appartenait à la société Grande Paroisse, filiale d'Atofina. Depuis la fusion en avril 2000 de Total et d'Elf-Aquitaine, Atofina regroupait toutes les activités chimiques du groupe : Arkema, GPN, SOFERTI , etc.
L'activité principale de l'usine était la synthèse d'ammoniac, d'urée et de nitrates à partir de gaz naturel, produits destinés à l'agriculture (engrais azotés) et à l'industrie (explosifs de mines notamment).
En 2009, commence le projet de construction d'un important centre de recherche sur le cancer, le Cancéropôle de Toulouse (ou Oncopole), sur les ruines dépolluées du site AZF. Projet de construction qui s'est terminé en 2013 et désormais visible et rouvert.

## Histoire et situation

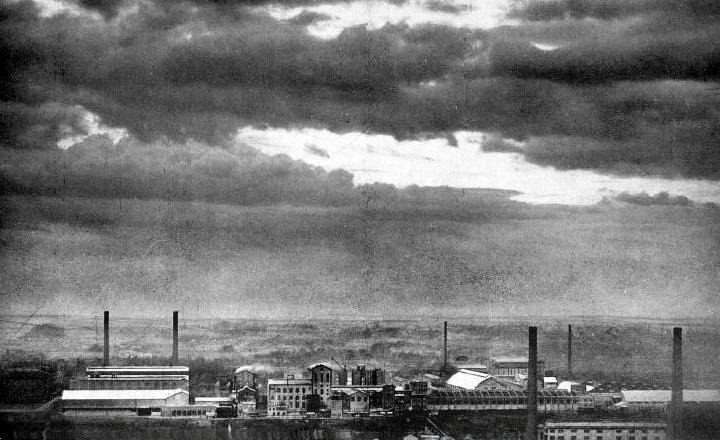
Vue d'ensemble des usines de l'O.N.I.A., un soir de mai 1935.

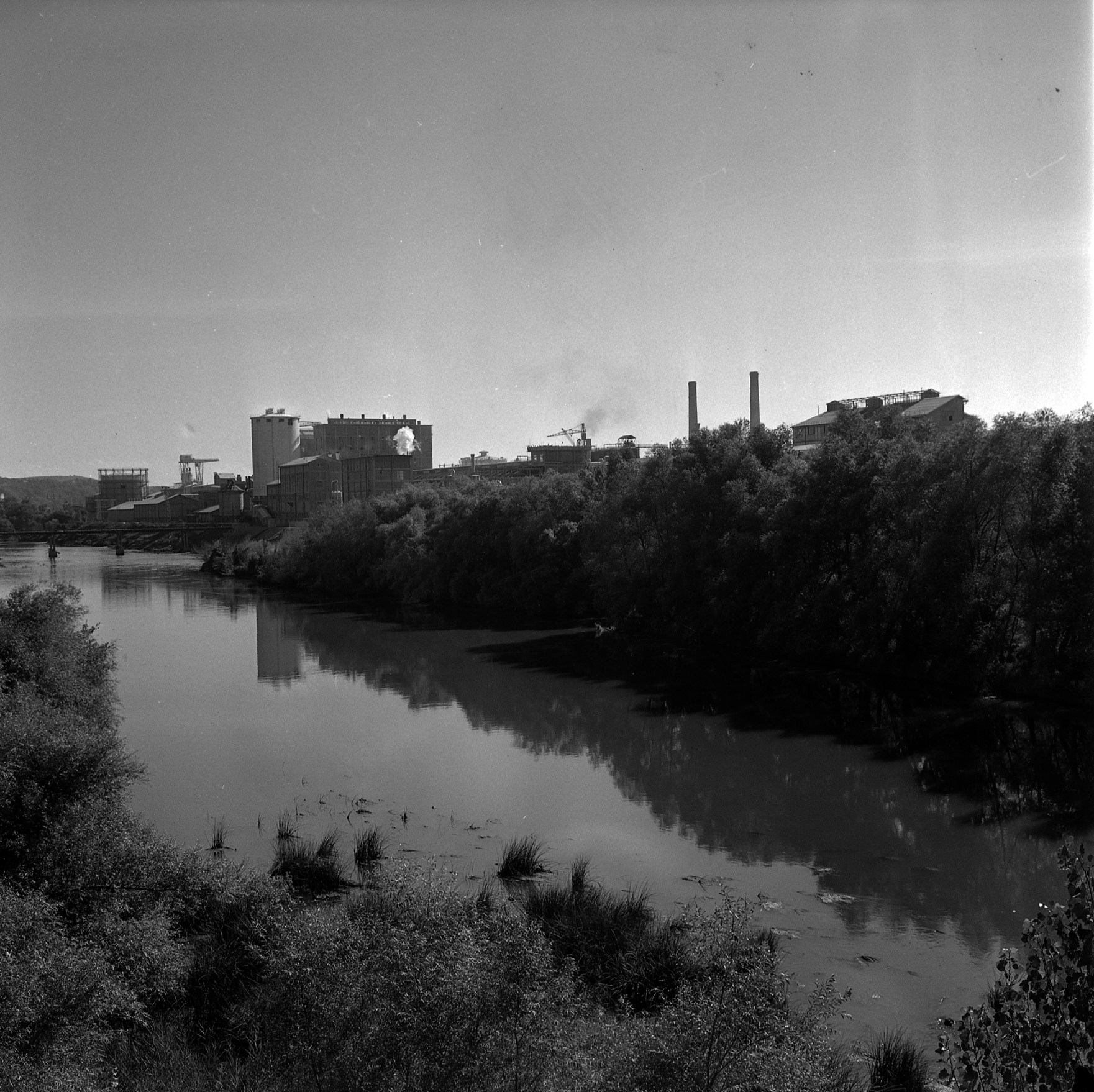
Usine de l'ONIA en 1961, en bordure de Garonne.

Le 11 avril 1924, une loi créait l'Office national industriel de l'azote (ONIA). À cette époque, la France importait du Chili pour 100 millions de francs de nitrates par an. Or la construction d'une usine, selon le procédé Haber-Bosch coûtait autant. La ville de Toulouse fut choisie en raison de sa position géographique excentrée de toutes frontières de l'Est (Italie, Allemagne…), de la force hydraulique de la Garonne et de la relative proximité des mines de charbon de Carmaux, même si le charbon fut totalement remplacé par le gaz de Lacq dès 1956.
L'usine toulousaine débuta sa production en 1927 sur des terrains libérés par la Poudrerie nationale, à 3 kilomètres au sud-ouest du centre-ville.
En 1983, la production avait atteint son pic à 960 000 tonnes par an. L'ONIA pouvait, notamment, se flatter de la réputation mondiale du N.A.E.O. (Nitrate d'Ammonium Étiquette Orange),. L'usine de Toulouse en était le premier producteur et exportateur mondial, un standard de référence.
À proximité du site, des quartiers tels que Papus furent bâtis pour permettre au personnel de vivre non loin de leur lieu de travail. Le stade de Gironis et le Toulouse Athlétique Club (TAC) furent aussi créés à l'initiative du comité d'entreprise de l'usine. Après la 2e guerre mondiale, les nouveaux quartiers populaires du Mirail et d'Empalot furent construits à proximité.
En 80 ans, l'usine AZF et ses voisines ont été progressivement rattrapées par l'agglomération, alors que la dangerosité des activités du pôle chimique était d'autant mieux connue que pas moins de huit explosions meurtrières s'étaient produites depuis la création en 1666 des « Moulins à Poudre Royaux », l'ancêtre de la chimie militaro-industrielle toulousaine. Le 21 septembre 1781 par exemple, une explosion ébranla ainsi plusieurs maisons du quartier Saint-Michel situé à 2 km.
Le site AZF s'étendait sur plus de 70 hectares en formant un quadrilatère approximatif encadré par la Garonne et la Société Nationale des Poudres et Explosifs (SNPE-ISOCHEM) à l'est, par la RN 20 à l'ouest, des voies de chemin de fer et le périphérique toulousain au nord et par d'autres entreprises de chimie (Tolochimie, Sanofi) au sud.
Le site était desservi par un raccordement ferroviaire comportant deux voies de chemin de fer se ramifiant ensuite, pour permettre la réception de chlore, de produits pétroliers, et l'expédition de l'ammoniac et des engrais azotés fabriqués sur place.

## Catastrophe
L'usine est connue principalement en raison de la catastrophe du 21 septembre 2001, lorsqu'un important stock d'ammonitrates explosa vers 10 heures 17, ravageant l'usine et les alentours, et causant d'importants dégâts humains (31 morts, plusieurs milliers de blessés) et matériels à Toulouse.